# 히다카 지청

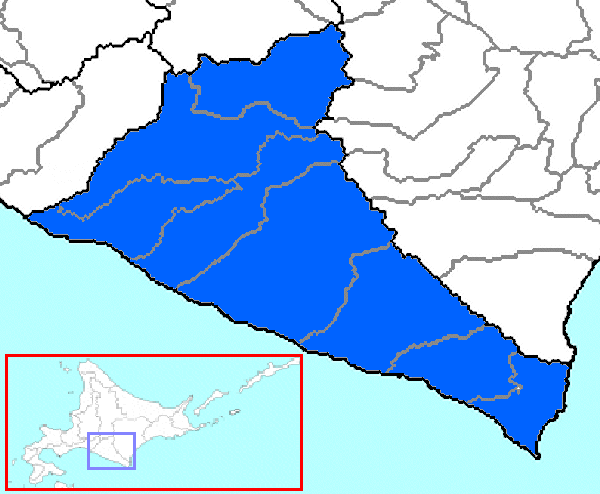
히다카 진흥국의 위치

히다카 지청(일본어: 日高支庁)은 예전에 존재했던 홋카이도의 지청의 하나이다. 지청 이름은 히다카국에서 유래한다. 지청 소재지는 우라카와 군 우라카와정(浦河町)이다. 면적은 4,811.97 km2이고, 인구는 2009년 3월 기준으로 81,403명이다.
도오(道央) 지방 남부에 위치하고 경마용 말의 산지로서 유명한 지역이다. 2010년 4월 1일에 히다카 진흥국으로 개편되었다.

## 역사
- 1897년 11월 5일 - 우라카와 지청을 설치했다.
- 1922년 8월 1일 - 우라카와 지청을 히다카 지청으로 개칭했다.
- 2010년 4월 1일 - 히다카 지청을 폐지하고 히다카 진흥국을 설치했다.

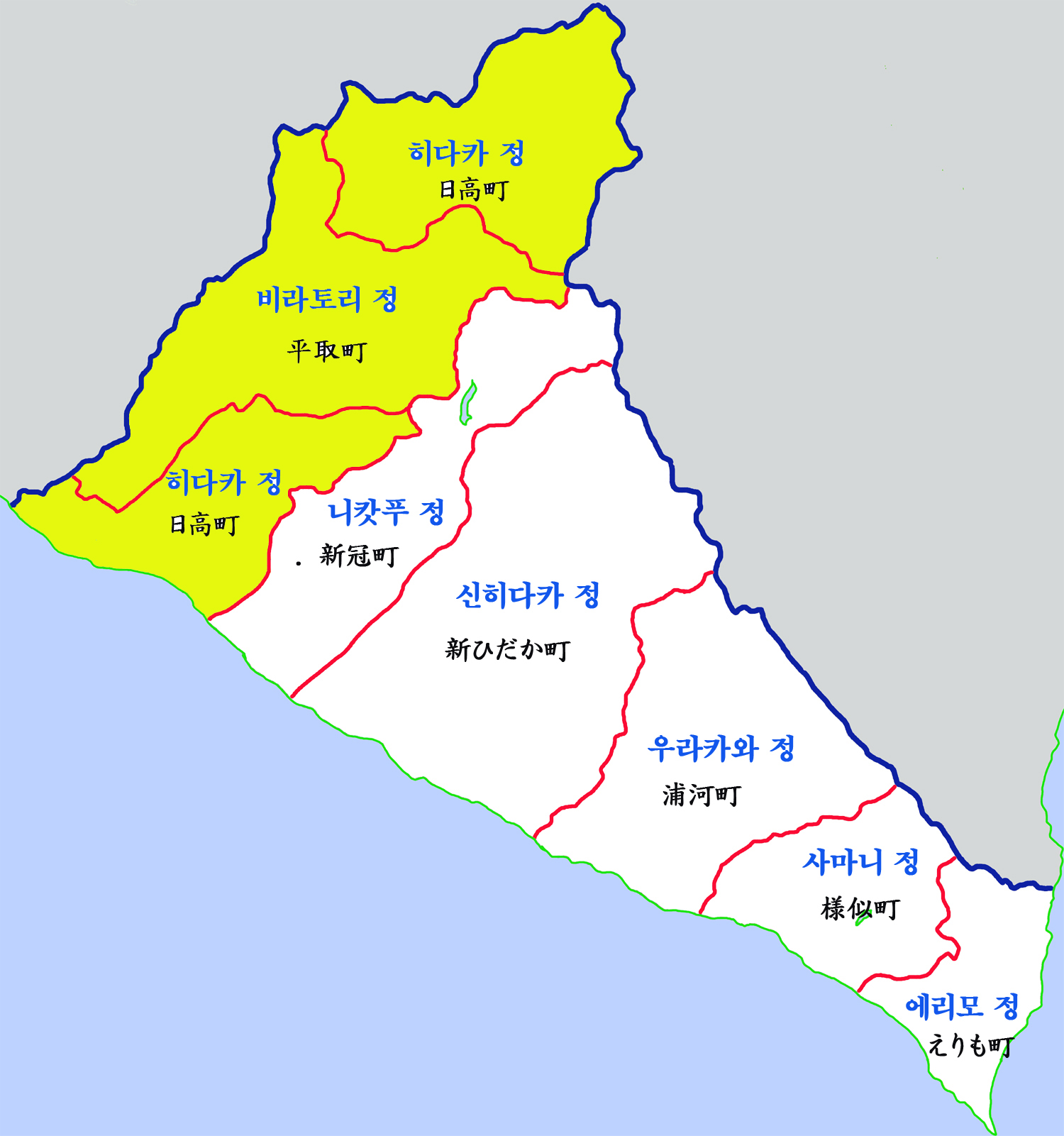
히다카 진흥국 행정구역

## 지역
- 사루 군(沙流郡)
  - 히다카정(日高町) - 비라토리정(平取町)
- 니캇푸 군(新冠郡)
  - 니캇푸정(新冠町)
- 히다카 군(日高郡)
  - 신히다카정(新ひだか町)
- 우라카와 군(浦河郡)
  - 우라카와정(浦河町)
- 사마니 군(様似郡)
  - 사마니정(様似町)
- 호로이즈미 군(幌泉郡)
  - 에리모정(えりも町)